# 圣于连当斯
圣于连当斯（法語：Saint-Julien-d'Ance，法語發音：[sɛ̃ ʒyljɛ̃ dɑ̃s]）是法国上卢瓦尔省的一个市镇，位于该省北部，属于勒皮区。

## 地理
圣于连当斯（45°18'14"N, 3°54'46"E）面积17.82 平方千米，位于法国奥弗涅-罗讷-阿尔卑斯大区上盧瓦爾省，该省份为法国中南部省份，北起多姆山省和卢瓦尔省，西接康塔爾省，南至洛泽尔省，东临阿尔代什省。
与圣于连当斯接壤的市镇（或旧市镇、城区）包括：福雷地区于松、布瓦塞、圣安德烈德沙朗孔、圣乔治拉格里科勒、圣帕勒德沙朗孔、圣皮埃尔迪尚。
圣于连当斯的时区为UTC+01:00、UTC+02:00（夏令时）。

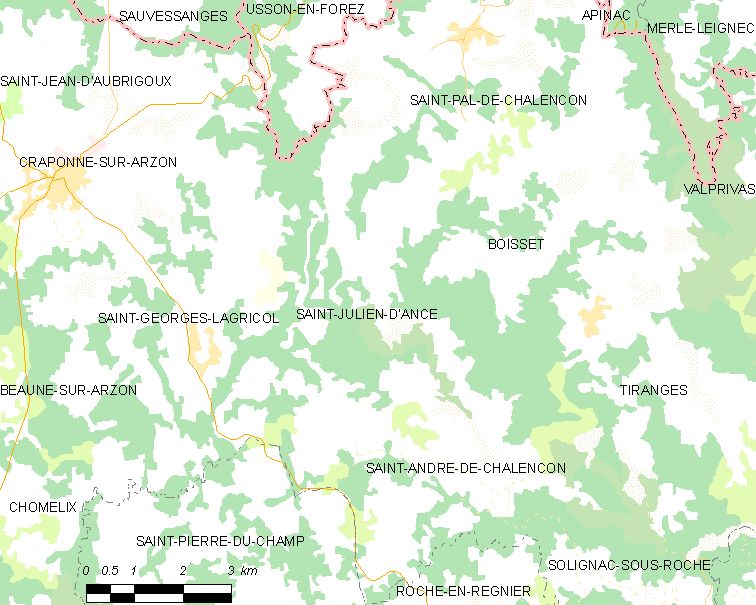
圣于连当斯的OSM定位图

## 行政
圣于连当斯的邮政编码为43500，INSEE市镇编码为43201。

## 政治
圣于连当斯所属的省级选区为上沃莱花岗岩高原县。

## 交通
上卢瓦尔省省道D29线、D44线和D352线经过境内。

## 人口

1962-2008年间圣于连当斯人口变化图示

圣于连当斯于2022年1月1日时的人口数量为248人。